# 天主教馬哈吉-尼約卡教區
天主教馬哈吉-尼約卡教區（拉丁語：Dioecesis Mahagiensis-Niokaensis）是剛果民主共和國一個羅馬天主教教區，屬基桑加尼總教區。
教區成立於1962年7月2日，1966年5月30日易名至今。2004年有教友858,789人（佔轄區總人口54.9%）、十七個堂區、八十六名司鐸。現任教區主教為索斯坦内·阿依库里·乌迪居瓦。